# Distrito de Miguel Checa
El distrito de Miguel Checa es uno de los ocho que conforman la provincia de Sullana ubicada en el departamento de Piura en la costa norte del Perú.
Desde el punto de vista jerárquico de la Iglesia católica, forma parte de la Arquidiócesis de Piura.

## Historia
El distrito fue creado mediante Ley N° 11515 del 10 de noviembre de 1950, en el gobierno del presidente Manuel A. Odría. Tiene como capital a Sojo. Se encuentra ubicado en la margen izquierda del río Chira a 15 km de la provincia de Sullana, departamento de Piura.
Según las fuentes históricas para conseguir su elevación distrital; se realizaron las diligencias y gestiones a partir del año de 1911, justamente a escasos días de la creación política de la provincia de Sullana.
El 26 de julio de 1946, se forma la junta directiva del comité pro-distrito, siendo elegido para ocupar la presidencia el Sr. José R. Cornejo Oballe, quien se esmeró por sacar adelante a Sojo, teniendo como objetivo conseguir la elevación de su categoría.
El 30 de agosto de 1946 por acuerdo de sus habitantes, acordaron que Sojo tendría por límite: por el sur la Quebrada La Soledad, colindante con la hacienda de Macacará y por el norte con Tangarará y al Oeste con la hacienda La Capilla.
El 20 de agosto de 1946, el diputado por la provincia de Sullana Sr. Felipe García Figallo, presenta y gestiona el proyecto en la cámara de diputado, pidiendo la creación del distrito de Miguel Checa (Sojo), siendo apoyado por el diputado por Morropón Donatilo Arellano Gómez.
El 20 de diciembre de 1947, se acordó por amplia mayoría darle el nombre de Miguel Checa y Checa para hacer justicia al hombre que en su día integró en favor de este comunidad, especialmente a su eterna gratitud de haber sido el gestor y constructor del canal de irrigación de la margen derecha del río Chira, cuya extensión abarca un total de 55 km.
Al hablar de su historia, se tiene que mencionar a las personas que lucharon en forma denodada por conseguir su prosperidad y su elevación de categoría, como Lizardo Otero Alcas, Jose R. Cornejo Oballe, Justo Chapilliquen, Víctor Cánova, Manuel Chorres, Ercilio Palacio, Teófilo Mariñas, Wilfredo Juárez y otros.
La labor tesonera y abnegada de los educadores Lizardo Otero Alcas y Cornejo Oballe , resulta por demás méritos, ya que ambos llevan intensa campaña periodística en los diarios  “El Nacional”, y “Acción” de la provincia de Sullana en favor de la superación cultural, social y económica de este pueblo.
En 1966 se publicó la monografía a Sojo, siendo su autor el educador Lizardo Otero Alcas, quien también fue director de la escuela entre los años 1905 a 1920, hoy el colegio secundario lleva su nombre, adornando su personalidad con sus dotes de generosidad, ya que una oportunidad regalo de su peculio la cantidad de “cuarenta libras” para obras de este pueblo, mientras el ciudadano Sr. Cornejo Oballe dio muestras de investigación social, recopilando datos que más tarde servirían para dar a conocer los hechos sobre este distrito, y que fueron publicados por el educador Otero Alcas.

### Situación
se encuentra situado en la margen izquierdo del Río Chira, bordeado por un extenso barranco de más de 2 km de largo por 30 metros sobre el nivel del río, y que en cualquier lugar donde se le divise presenta una magnífica vista panorámica de la excepcional frondosidad que es ùnica en el hermoso Valle del Chira.

### Límites
El distrito limita por el sur con los distritos de La Arena (Piura), por el este con Piura, por el oeste con La Huaca

### Población
Según el censo del 2017, el distrito de Miguel Checa cuenta con un total de 8 985 habitantes.

### Clima
El clima del distrito de Miguel Checa es cálido y seco durante el verano austral, acompañado por tardes de vientos de regular inetnsidad que soplan en dirección norte a sur.

## Geografía
Tiene 450,3 km².

## Autoridades

### Municipales
- 2019 - 2022[4]
  - Alcalde: Olemar Mejías Jiménez, de Región para Todos.
  - Regidores:

  1. Betty Cornejo Alvarado (Región para Todos)
  2. Wilson Paul Chiroque Palomino (Región para Todos)
  3. Juan Carrasco Chorres (Región para Todos)
  4. José Miguel Jiménez Sandoval (Región para Todos)
  5. Cesar Aníbal Sernaque Chorres (Movimiento Regional Seguridad y Prosperidad)

Alcaldes anteriores
- 2015-2018:[5] Pedro Miguel Zapata Socola, del Movimiento Regional Seguridad y Prosperidad (SyP).
- 2011-2014:[6] Pedro Miguel Zapata Socola, Movimiento Regional Obras + Obras (O+O).[7]

### Policiales
- Comisaría de Sullana
  - Comisario: Sgto. PNP Roberto Alvarado Dextre.[8]

## Festividades
- Virgen de la Merced
- Señor de los Milagros
- Señor Cautivo de Ayabaca.
- San Martín de Porras
- San Miguel Arcángel y otros.